# Bryant Gumbel

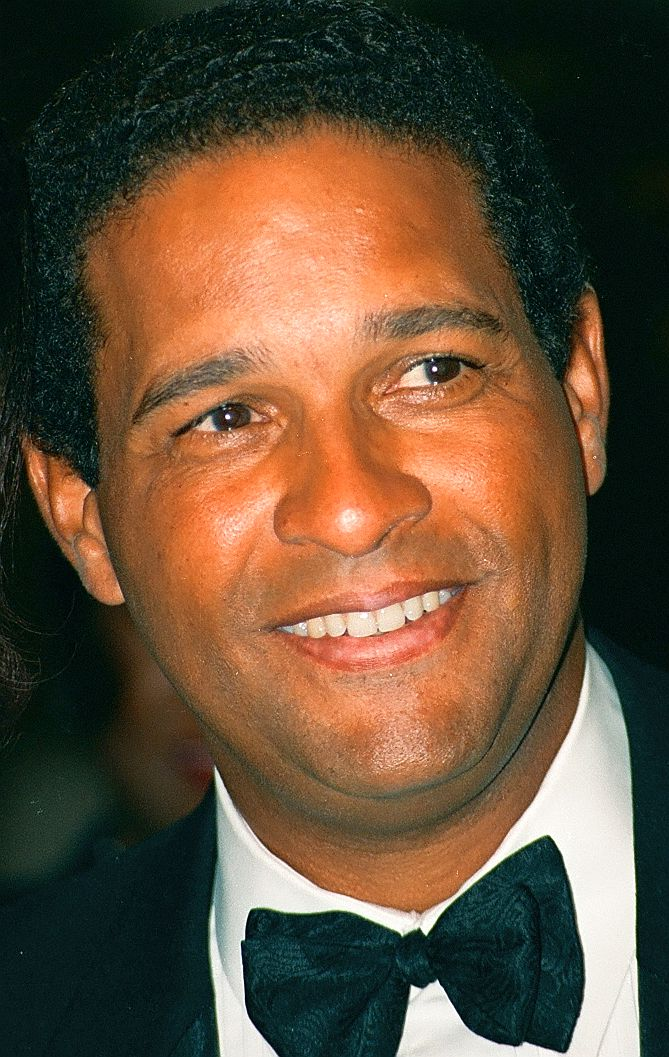
Bryant Gumbel (1999)

Bryant Gumbel (* 29. September 1948 in New Orleans, Louisiana) ist ein US-amerikanischer Journalist und Sportkommentator.

## Leben
Bryant Gumbel wurde 1948 in New Orleans, im US-Bundesstaat Louisiana geboren. Er ist der Sohn von Rhea Alice (geb. LeCesne) und Richard Dunbar Gumbel, einem Richter. Sein Nachname stammt von seinem Ururgroßvater, einem deutsch-jüdischen Emigranten aus dem Dorf Albisheim.
Er wurde katholisch erzogen. Sein jüngerer Bruder ist der Sportreporter Greg Gumbel. Er besuchte die De La Salle Institute in Chicago und das Bates College. Dort studierte er russische Geschichte.
Von 1975 bis 1982 moderierte er zahlreiche Sportereignisse auf NBC. 1978 hatte Gumbel in dem Film Der Himmel soll warten seinen ersten Auftritt. 1982 wurde er Hauptmoderator von Today auf NBC News. Am 3. Januar 1997 hatte er seine letzte Sendung. 1984 hatte er seine erste Rolle in der Fernsehserie American Playhouse. Gumbel wechselte 1997 zu CBS, wo er verschiedene Shows moderierte, bevor er am 1. November 1999 Co-Moderator der Morgenshow des Senders, The Early Show, wurde. Von 1995 bis 2023 moderierte er HBOs gefeierte investigative Serie Real Sports with Bryant Gumbel. Die Serie wurde 2012 mit einem Peabody Award ausgezeichnet.
Gumbel zog mit seiner Frau June zwei Kinder in Waccabuc, nördlich von New York City. 2001 ließ er sich von ihr scheiden und heiratete Hilary Quinlan.

## Filmografie
- 1978: Der Himmel soll warten (Heaven Can Wait)
- 1984: American Playhouse (Fernsehserie, Folge 3x11)
- 1993: Seinfeld (Fernsehserie, Folge 5x02 Von Händen und Hemden)
- 1997: Contact
- 1997: Die Nanny (The Nanny, Fernsehserie, Folge 5x08 Wetterfee Fran)
- 1999: Cosby (Fernsehserie, Folge 4x07)
- 2005: The Weather Man
- 2022: Real Sports with Bryant Gumbel 28.2 (Fernsehserie)
- 2022: Real Sports with Bryant Gumbel 28.4 (Fernsehserie)